# Swertia yunnanensis
Swertia yunnanensis là một loài thực vật có hoa trong họ Long đởm. Loài này được Burkill miêu tả khoa học đầu tiên năm 1906.